# اجیت پای
اجیت پای (انگلیسی: Ajit Pai؛ زادهٔ ۱۰ ژانویهٔ ۱۹۷۳) سیاست‌مدار آمریکایی-هندی‌تبار است. وی ار ۲۳ ژانویه ۲۰۱۷ به عنوان ریاست کمیسیون ارتباطات فدرال مشغول به خدمت است. او در سال ۲۰۱۷ توسط دونالد ترامپ رئیس‌جمهور ایالات متحده نامزد این سمت شد و پس از تأیید سنا آغاز به کار کرد.